# Ovidiu Natea
Ovidiu Natea (n. 11 decembrie 1938 – d. 29 iulie 2022) a fost un politician român, membru al Partidul Social Democrat.
A fost ales deputat în circumscripția electorală nr. 28 Mureș pe listele PDSR (Partidul Democrației Sociale din România).
Data încetării mandatului: 12 martie 2001, prin demisie, fiind înlocuit de Tiberiu Sergius Sbârcea
A fost membru în Grupul parlamentar al Partidului Social Democrat și în Comisia pentru cultură, arte, mijloace de informare în masă. Nu a luat cuvântul niciodată, nu a făcut nici o propunere legislativă.
El a fost președinte al Federației Române de Volei în perioadele 1992-2000 și 2001-2004.